# Lethe ranoi
Lethe ranoi är en fjärilsart som beskrevs av Teiso Esaki och Shuhei Nomura 1937. Lethe ranoi ingår i släktet Lethe och familjen praktfjärilar. Inga underarter finns listade i Catalogue of Life.